# الطريق الأوروبي E45
الطريق الأوروبي E45 هو طريق أوروبي يربط بين النرويج وإيطاليا، عبر فنلندا والسويد والدنمارك وألمانيا والنمسا. يبلغ طوله حوالي 5190 كيلومتر (3225 ميل)، وهو أطول طريق بين شمال وجنوب أوروبا (بعض الطرق بين الشرق والغرب أطول).